# Exponentialabbildung
Die Exponentialabbildung ist ein mathematisches Objekt aus dem Bereich der Differentialgeometrie, insbesondere aus den beiden Teilgebieten der riemannschen Geometrie und der Theorie der Lie-Gruppen. 
Im Bereich der riemannschen Geometrie kann jedem Tangentialvektor {\displaystyle v} an eine riemannsche Mannigfaltigkeit {\displaystyle M} im Punkt {\displaystyle p\in M} genau eine Geodäte {\displaystyle \gamma _{v}} mit {\displaystyle \gamma _{v}(0)=p} und {\displaystyle \gamma _{v}^{\prime }(0)=v} zugeordnet werden. Dies folgt aus der Differentialgleichung für Geodäten und gilt lokal um {\displaystyle p}. Die Exponentialabbildung von {\displaystyle v} im Punkt {\displaystyle p}, geschrieben als {\displaystyle \exp _{p}(v)}, bezeichnet dann den Punkt {\displaystyle \gamma _{v}(1)}. Mit dieser Abbildung kann eine Umgebung eines Punkts der Mannigfaltigkeit mit einer Umgebung der Null im Tangentialraum an diesem Punkt identifiziert werden. Dies führt zu den riemannschen Normalkoordinaten.

## Riemannsche Geometrie

### Definition
Sei {\displaystyle M} eine riemannsche Mannigfaltigkeit. Mit {\displaystyle T_{p}M} wird der Tangentialraum an {\displaystyle M} im Punkt {\displaystyle p\in M} beschrieben. Sei {\displaystyle B_{\epsilon }(0)} eine hinreichend kleine Umgebung der Null in {\displaystyle T_{p}M}. Die Exponentialabbildung im Punkt {\displaystyle p}
{\displaystyle \exp _{p}\colon B_{\epsilon }(0)\to M}
ordnet jedem Tangentialvektor {\displaystyle v\in B_{\epsilon }(0)} den Punkt {\displaystyle \gamma _{v}(1)} zu, wobei {\displaystyle \gamma _{v}} die eindeutig bestimmte Geodäte mit Startpunkt {\displaystyle p} und (gerichteter) Geschwindigkeit {\displaystyle v} ist.
Diese Definition lässt sich auf das Tangentialbündel {\displaystyle TM} erweitern. Sei
{\displaystyle {\mathcal {E}}:=\{v\in TM|\gamma _{v}\colon [0,1]\to M\}\subset TM}
die Menge aller Vektoren, für die die Geodäte {\displaystyle \gamma _{v}} auf dem ganzen Intervall {\displaystyle [0,1]} definiert ist. Für die Exponentialabbildung {\displaystyle \exp \colon {\mathcal {E}}\to M} gilt dann
{\displaystyle \exp(V):=\gamma _{V}(1)\,.}

### Eigenschaften
- Bedeutung erlangt die Exponentialabbildung dadurch, dass sie eine Umgebung des Ursprungs im Tangentialraum an p auf eine Umgebung des Punktes p in der Mannigfaltigkeit diffeomorph abbildet. Sie bildet Geraden durch den Nullpunkt p des Tangentialraums auf Geodätische isometrisch ab. In Richtungen senkrecht zu den Geodätischen wird im Allgemeinen nicht isometrisch abgebildet.

- Die Bilder in der Umgebung um p unter dieser Abbildung sind Grundlage der geodätischen Normalkoordinaten. Auf dieser Eigenschaft beruht auch die Bezeichnung, dass eine Umgebung um einen Punkt eine (einfache) konvexe Umgebung ist, wenn jedes Paar von Punkten in dieser Umgebung durch eine einzige Geodäte der Mannigfaltigkeit verbunden werden kann, die vollständig in dieser Umgebung liegt. 1932 wurde von Whitehead gezeigt[2], dass jede semi-riemannsche Mannigfaltigkeit solche konvexen Umgebungen für jeden Punkt enthält und folglich Normalkoordinaten in der Umgebung des Punktes existieren. Diese Umgebung wird dann auch konvexe Normalumgebung genannt.

- Eine weitere spezielle Eigenschaft gilt für diese Umgebungen in der Lorentzgeometrie[3]. So sind alle Punkte p in dieser Umgebung U(q) um q, die von q aus durch zeitartige Kurven innerhalb Us erreicht werden, Punkte der Form p = expq(v), für ein v in TqM mit g(v,v) < 0, wobei g(·,·) die Metrik der Mannigfaltigkeit bezeichnet. Anschaulich gesprochen heißt das, dass in dieser Umgebungen alle Punkte die durch eine zeitartige Kurve erreicht werden können auch durch eine zeitartige Geodäte erreicht werden.